# 太平寺 (大阪市)
太平寺（たいへいじ）は、大阪市天王寺区にある曹洞宗の寺院。山号は護國山。本尊は虚空蔵菩薩。十三参りで親しまれている。

## 歴史
四天王寺の寺域にあった一堂宇で、弘治元年（1555年）頃には真言宗の隆翔寺としてあり、その後荒廃した。
寛文3年（1663年）、加賀国大乗寺21世超山誾越大和尚が復興し、曹洞宗に改めて護國山太平寺と寺名を改める。天明5年（1785年）には商人森井宗兵衛が堂宇を寄進している。
太平洋戦争中の1945年（昭和20年）3月13日・14日に行われた第1回大阪大空襲によって伽藍を焼失するが、戦後に復興する。1982年（昭和57年）には戦災で焼失した釈迦三尊像が復興されている。

## 境内
- 本堂
- 開山堂
- 北山不動明王 - 『摂津名所図会』に「風吹不動石像　医師北山寿庵が墳なり」とあり、「医は仁術」を実践した名医・北山寿安が萬民救済を願って建立。
- 庫裏
- 祇空翁文塚
- 鳥居 - 廃藩置県の際に加賀藩蔵屋敷内にあった前田家の先祖である菅原道真を祀っている天神宮と共に移設。大阪大空襲で石の鳥居だけが残った。
- 稲荷社
- 山門

## 文化財

### 大阪市指定有形民俗文化財
- 北山不動（石造不動明王及二童子立像）[1]

### 大阪市指定無形民俗文化財
- 北山不動の信仰習俗[2]（北山不動講）

## 前後の札所
おおさか十三仏霊場
12 青蓮寺　-　13 太平寺
大阪四不動霊場（南方）

## 交通アクセス
- 地下鉄谷町線 四天王寺前夕陽ヶ丘駅下車1・2出口前。